# GW190814
 (juin 2020).
GW190814 est un signal d'onde gravitationnelle observé par les détecteurs LIGO et Virgo le 14 août 2019 à 21:10:39 UTC, et ayant un rapport signal sur bruit de 25 dans le réseau des trois détecteurs. Le signal était associé au super-événement astronomique S190814bv, situé à 790 millions d'années-lumière, soit 241 mégaparsecs, dans la zone de localisation 18,5 deg2 vers la Baleine ou le Sculpteur,,,,. Aucune contrepartie optique n'a été découverte malgré une recherche approfondie dans la région de probabilité.

## Caractéristiques
En juin 2020, les astrophysiciens ont dévoilé les détails de la fusion binaire compacte, dans la « lacune de masse » des collisions cosmiques, d'un tout premier « objet mystérieux » de 2,50 à 2,67 M⊙ — plus de 2,5 M⊙, donc normalement trop pour une étoile à neutrons, moins de 5 M⊙, donc normalement trop peu pour un trou noir — avec un trou noir de 22,2 à 24,3 M⊙, qui a été détecté comme l'onde gravitationnelle GW190814 . Selon l'un des chercheurs, « nous ne savons pas si cet objet est l'étoile à neutrons la plus lourde connue ou le trou noir le plus léger connu, mais dans tous les cas, il bat un record ». La masse du composant le plus léger est estimée à 2,6 fois la masse du Soleil (M⊙ = 1,9891 1030 kg), ce qui le place dans la lacune de masse susmentionnée entre les étoiles à neutrons et les trous noirs,,,,,. Une analyse plus approfondie semble favoriser l'hypothèse d'un trou noir. 
Concernant l'absence d'un complément optique de l'onde gravitationnelle, l'un des chercheurs a déclaré : « les observatoires du monde entier ont effectué une recherche intensive de toute source lumineuse produite par la fusion. Nous avons pu montrer que, si une lumière était émise, elle devait être extrêmement faible pour ne pas permettre sa détection. Cela signifie que si le compagnon plus léger était une étoile à neutrons, son partenaire plus massif, le trou noir, pourrait l'avoir simplement avalé entière ! D'un autre côté, si la collision impliquait deux trous noirs, il est peu probable qu'elle aurait brillé d'une quelconque façon ».